# James M. Gudger

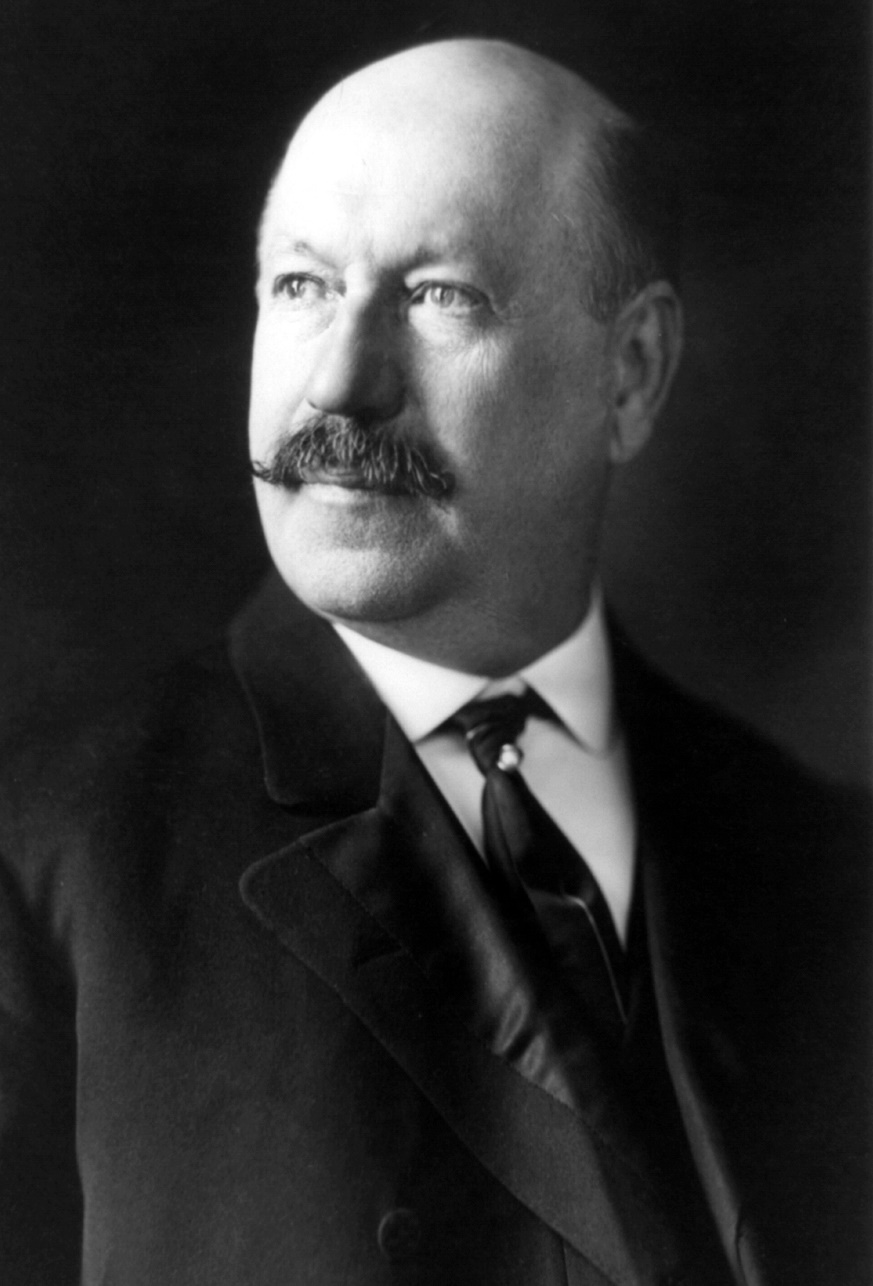
James M. Gudger

James Madison Gudger (* 22. Oktober 1855 bei Marshall, Madison County, North Carolina; † 29. Februar 1920 in Asheville, North Carolina) war ein US-amerikanischer Politiker. Zwischen 1903 und 1915 vertrat er zwei Mal den Bundesstaat North Carolina im US-Repräsentantenhaus.

## Werdegang
James Gudger war der Vater der Kongressabgeordneten Katherine G. Langley (1888–1948) aus Kentucky. Er besuchte die öffentlichen Schulen in Sand Hill und danach das Emory and Henry College in Emory (Virginia). Nach einem anschließenden Jurastudium an der Pearson’s Law School in Asheville und seiner 1872 erfolgten Zulassung als Rechtsanwalt begann er in seinem Geburtsort Marshall in diesem Beruf zu arbeiten. Gleichzeitig schlug er als Mitglied der Demokratischen Partei eine politische Laufbahn ein.
Im Jahr 1900 wurde Gudger in den Senat von North Carolina gewählt. Zwischen 1901 und 1902 fungierte er als Staatsanwalt im 16. Gerichtsbezirk seines Staates. Bei den Kongresswahlen des Jahres 1902 wurde er im zehnten Wahlbezirk von North Carolina in das US-Repräsentantenhaus in Washington, D.C. gewählt, wo er am 4. März 1903 die Nachfolge von Abraham Rencher antrat. Nach einer Wiederwahl konnte er bis zum 3. März 1907 zunächst zwei Legislaturperioden im Kongress absolvieren.
Nach seinem vorläufigen Ausscheiden aus dem US-Repräsentantenhaus praktizierte Gudger wieder als Anwalt in Asheville. Bei den Wahlen des Jahres 1910 schaffte er den Wiedereinzug in den Kongress, wo er am 4. März 1911 John Gaston Grant ablöste. Bis zum 3. März 1915 konnte er zwei weitere Amtszeiten im Repräsentantenhaus verbringen. Ab 1913 war er Vorsitzender des Ausschusses zur Kontrolle der Ausgaben des Postministeriums. Im Jahr 1914 wurde er nicht wiedergewählt. Nach seinem endgültigen Ausscheiden aus dem Kongress arbeitete Gudger erneut als Jurist in Asheville, wo er am 29. Februar 1920 verstarb.